# هنريك تيكسيرا دي سوزا
هنريك تيكسيرا دي سوزا ( 19- سبتمبر- 1919 في ساو لورينسو بجزيرة فوغو - 3 مارس 2006) كان طبيبًا ومؤلفًا من الرأس الأخضر.

## السيرة الشخصية
تخرج تيكسيرا دي سوزا في عام 1945 في لشبونة بشهادةٍ من كليَّة الطب. وفي العام التالي كان قد التحق بمعهد للطّب الاستوائي أو (طب المناطق الحارة) في بورتو في البرتغال. وقد تخصص فيما بعد بالتغذية وذهب إلى تيمور الشرقية ليعمل كطبيب هناك.
استقر تيكسيرا دي سوزا في جزيرته التي ولد فيها في فوغو في العام التالي، حيث كان له دور مهم في الحفاظ على الحد الأدنى من أساسات الصحة العامة. وعمل في جزيرة ساو فيسينتي، حتى هاجر قبل فترة وجيزة من استقلال الأرخبيل من البرتغال، وانتقل إلى أويراس - البرتغال، والتي عاش فيها حتى وفاته عام 2006. وكتب تيكسيرا دي سوزا الكثير في الأدب، بما في ذلك الروايات وكان تلميذًا في التاسار لوبيز دا سيلفا. وكان عضوا في حركة كلاريدوسو المرتبطة بمجلة كلاريداد. حيث كان أحد رموز الأدب في الرأس الأخضر مع أسماء أخرى مثل مانويل لوبيز، أوجينيو تافاريس، وخورخي باربوسا.
في إحدى مقالاته، حلل الهيكل الاجتماعي لفوغو، وفي كل من رواياته وفي مقالاته أظهر قلق العائلات البيضاء مع صعود الأسر المختلطة في أواخر الأربعينيات،حيث كانوا يخشون من اللحظة التي "يتم دفع السود في الفانكو؛ حيث سيحل محل مجموع اللوجا والآخرون، وسيوضع البِيض في السوبرادو.
وكان تيكسيرا أيضًا رئيس بلدية مينديلو، في جزيرة ساو فيسينتي، في الستينيات.

## التراث
سميت مدرسة ثانوية (ليسيوم) في مدينة ساو فيليب في جزيرته باسمه.
ومنذ 2014، ظهر على 200 الإسكودو (عملة الرأس الأخضر). حيث ظهر وجهه على الجانبين. ومعظم خريطة جزيرته الأصلية، ويوجد العنب في أعلى الخريطة، وفي الخلف يوجد تشا داس كالديراس وبيكو دو فوغو، سمتان من جزيرة منشأه.

## العمل
- Homens de hoje (1944/45) - featured in the Certeza review
- "Sobrados, lojas e funcos", appeared in the fifth issue of Claridade magazine, published in 1958
- Contra Mar e Vento [Over Sea and Wind] (1972) - book of tales
- Ilhéu de Contenda [The Island of Content'] (1978) - (first of a trilogy) adapted into a drama film The Island of Contenda in 1996[6]
- Capitão de Mar e Terra [Captain of Sea and Land] (1984)
- Xaguate (1987) - second of a trilogy
- Djunga (1990)
- Na Ribeira de Deus (1992) - third of a trilogy
- Entre duas Bandeiras [Between Two Flags] (1994)
- Ó Mar de Túrbidas Vagas (2005)

## روابط خارجية
- Fortes, Teresa Sousa (12 Nov 2005). Teixeira de Sousa: "O médico anda com muitos ciúmes do escritor" (بالبرتغالية). Archived from the original on 2006-03-01. {{استشهاد بكتاب}}: |صحيفة= تُجوهل (help)
- Claridiade at Cabo Index
- Henrique Teixeira de Sousa at Livro di Tera باللغة البرتغالية
- Henrique Teixeira de Sousa at Memória África at the University of Algarve
- https://web.archive.org/web/20070927225554/http://www.fflch.usp.br/dlcv/posgraduacao/ecl/pdf/via04/via04_19.pdf